# Especially for You
Especially for You – singiel australijskiej piosenkarki Kylie Minogue i Jasona Donovana z 1988. Nie ma go na żadnym studyjnym albumie Kylie, ale można go wysłuchać na składance "Ultimate Kylie" z 2004.

## Teledysk
Teledysk do tej piosenki ukazuje Jasona, który gra tu rolę ukochanego Kylie, szukającego jej po całym mieście. Gdy znajduje ją, całują się i śpiewają razem. Teledysk dostał pierwsze miejsce w rankingu najciekawszych teledysków w 1988 roku.

## Lista utworów

### CD single
1. Especially For You (Extended) – 5:01
2. All I Wanna Do Is Make You Mine (Extended) – 6:00
3. Especially For You - 3:58

### 7" single
1. Especially For You - 3:58
2. All I Wanna Do Is Make You Mine - 3:34

### 12" single
1. Especially For You (Extended) – 5:01
2. All I Wanna Do Is Make You Mine (Extended) – 6:00

## Wyniki na Liście Przebojów
| Lista Przebojów (1988)     | Pozycja na Liście |
| -------------------------- | ----------------- |
| Australia Singles Chart    | 2                 |
| Eurochart Hot 100          | 1                 |
| France Singles Chart       | 1                 |
| Germany Singles Chart      | 10                |
| New Zealand Singles Chart  | 2                 |
| South Africa Singles Chart | 3                 |
| Switzerland Singles Chart  | 2                 |
| UK Singles Chart           | 1                 |
| Finland Singles Chart      | 4                 |
| Israel Singles Chart       | 1                 |
| Belgium Singles Chart      | 1                 |
| Hong Kong Singles Chart    | 1                 |
| Lebanon Singles Chart      | 1                 |
| Ireland Singles Chart      | 1                 |
| Sweden Singles Chart       | 12                |
| Slovenia Singles Chart     | 1                 |
| Denmark Singles Chart      | 5                 |
| Norway Singles Chart       | 4                 |
| Dutch Singles Chart        | 6                 |